# Gözde
Gözde  è un nome proprio di persona turco femminile.

## Origine e diffusione
Il prenome significa letteralmente "favorita", "preferita", "amata", "prediletta".

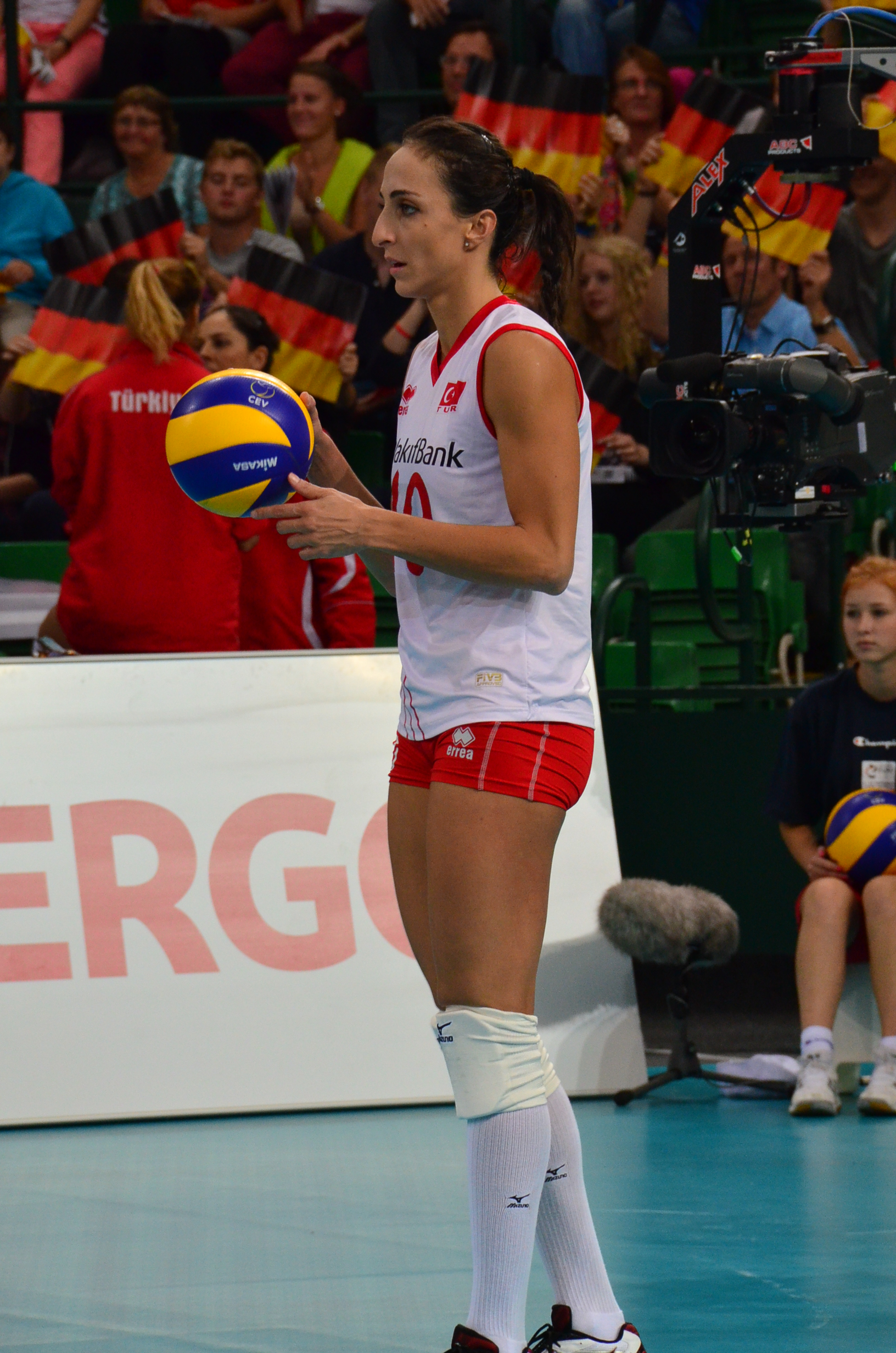
Gözde Kırdar

## Onomastico
Il nome è adespota, non essendo portato da alcun santo. L'onomastico si può festeggiare il 1º novembre, giorno in cui cade la festa di Ognissanti.

## Persone
- Gözde Kırdar, pallavolista turca
- Gözde Yılmaz, pallavolista turca